# يوناس باومان
يوناس باومان (بالألمانية: Jonas Baumann)‏ هو متزحلق سويسري، ولد في 27 مارس 1990 في Lohn, Graubünden ‏ في سويسرا.

## وصلات خارجية
- جوناس باومان على موقع الاتحاد الدولي للتزلج (التزلج الريفي) (الإنجليزية)
- جوناس باومان على موقع اللجنة الأولمبية الدولية (الإنجليزية)
- جوناس باومان على موقع أوليمبيديا (الإنجليزية)